# Mohamed Ali Nafkha
Mohamed Ali Nafkha (Sousse, 25 de janeiro de 1986) é um futebolista profissional tunisiano que atua como defensor.

## Carreira
Mohamed Ali Nafkha representou o elenco da Seleção Tunisiana de Futebol no Campeonato Africano das Nações de 2010.